# Ivan Albright
Ivan Le Lorraine Albright (20 de febrero de 1897, Harvey, Illinois-18 de noviembre de 1983, Woodstock (Vermont)) fue un pintor estadounidense. Su padre también fue pintor.
Independientemente de ser rico, estudió en varias instituciones, desarrollando un estilo meticulosamente pormenorizado y dedicó a veces muchos años de trabajo esmerado a una sola pintura. De rigurosa precisión y determinación impresionante, plasmó con regularidad la decadencia, la corrupción y los despojos de la edad, en muchas ocasiones, con gran intensidad emocional.
Entre sus más importantes obras se encuentra That Which I Should Have Done I Did Not Do (The Door) (1931–1941). Ganó mucha fama con su cuadro (1943–1944) del personaje titular de la película El retrato de Dorian Gray de 1945, que representa la escena final de la vida inmoral de Dorian Gray.